# Левски (город)
Левски (болг. Левски; до 1897 года — Караагач) — город в Болгарии. Находится в Плевенской области, входит в общину Левски. Население составляет 10 067 человек (2022).
Является городом-побратимом российского города Новочеркасск.

## Политическая ситуация
Кмет (мэр) общины Левски — Любка Веселинова Александрова (Болгарская социалистическая партия) по результатам выборов в правление общины.